# Fernando Augusto (dramaturgo)
Fernando Augusto (1947-2003) foi um encenador e dramaturgo português. Desenvolveu a sua obra em várias áreas teatrais. Para além de Teatro, Fernando Augusto escreveu para Televisão e é autor de alguma obra poética. 
Foi homenageado pelo TEF Companhia de Teatro, com a abertura da Teatroteca Fernando Augusto, a 30 de Novembro de 2005. Esta biblioteca de teatro contém cerca de 1.500 volumes da biblioteca pessoal de Fernando Augusto, doada a Élvio Camacho e depositada por empréstimo nesta biblioteca.

## Obras Premiadas
- Nunca te disse que conheço as almas boas pelo calor das mãos?

Menção Honrosa CITAP 1987
Editada pela Câmara Municipal da Amadora  em 1988
- Princípe Bão

2º Prémio CITAP 1991
Prémio Baltazar Dias 1995 (Câmara Municipal do Funchal)
Editado pela SPA/D. Quixote em 1997
- Pastéis de Nata para a Avó

2º prémio CITAP 1993
1º Prémio do Concurso Dramatúrgico Nacional "A Barraca" 1994
Encenada por Helder Costa na Barraca em 1994 
- Andou um anjo p'lo Cais

Prémio Miguel Torga 1996 (Universidade de Trás-os– Montes e Alto Douro)
- A última Batalha

Grande Prémio de Teatro Português SPA/Novo Grupo 1999
Editada pela SPA/D. Quixote em 2000
Encenada por Fernando Heitor no Teatro Aberto em 2000 